# Wołycia (rejon radziechowski)
Wołycia (ukr. Волиця; hist. Wólka Radwaniecka) – wieś na Ukrainie, w obwodzie lwowskim, w rejonie radziechowskim.
Pod koniec XIX w. grupa domów  w Radwańcach, położona na południowy wschód od wsi.